# Sandsjön (Åsele socken, Lappland)
Sandsjön är en sjö i Åsele kommun i Lappland och ingår i Lögdeälvens huvudavrinningsområde. Sjön har en area på 0,932 kvadratkilometer och ligger 473,1 meter över havet. Sandsjön ligger i Lögdeälven Natura 2000-område.

## Delavrinningsområde
Sandsjön ingår i det delavrinningsområde (715272-159642) som SMHI kallar för Utloppet av Sandsjön. Medelhöjden är 526 meter över havet och ytan är 11,85 kvadratkilometer. Det finns inga avrinningsområden uppströms utan avrinningsområdet är högsta punkten. Vattendraget som avvattnar avrinningsområdet har biflödesordning 3, vilket innebär att vattnet flödar genom totalt 3 vattendrag innan det når havet efter 168 kilometer. Avrinningsområdet består mestadels av skog (53 procent) och sankmarker (30 procent). Avrinningsområdet har 0,93 kvadratkilometer vattenytor vilket ger det en sjöprocent på 7,8 procent.